# Spinazzola
Spinazzola é uma comuna italiana da região da Puglia, província de Barletta-Andria-Trani, com cerca de 7.362 habitantes. Estende-se por uma área de 182 km², tendo uma densidade populacional de 40 hab/km². Faz fronteira com Andria, Banzi (PZ), Genzano di Lucania (PZ), Gravina in Puglia, Minervino Murge, Montemilone (PZ), Palazzo San Gervasio (PZ), Poggiorsini, Ruvo di Puglia, Venosa (PZ). Foi onde nasceu o Papa Inocêncio XII, que pontificou no final do século XVII. 

## Demografia
| Variação demográfica do município entre 1861 e 2011                               |
|                                                                                   |
| Fonte: Istituto Nazionale di Statistica (ISTAT) - Elaboração gráfica da Wikipedia |